# Brian Aherne

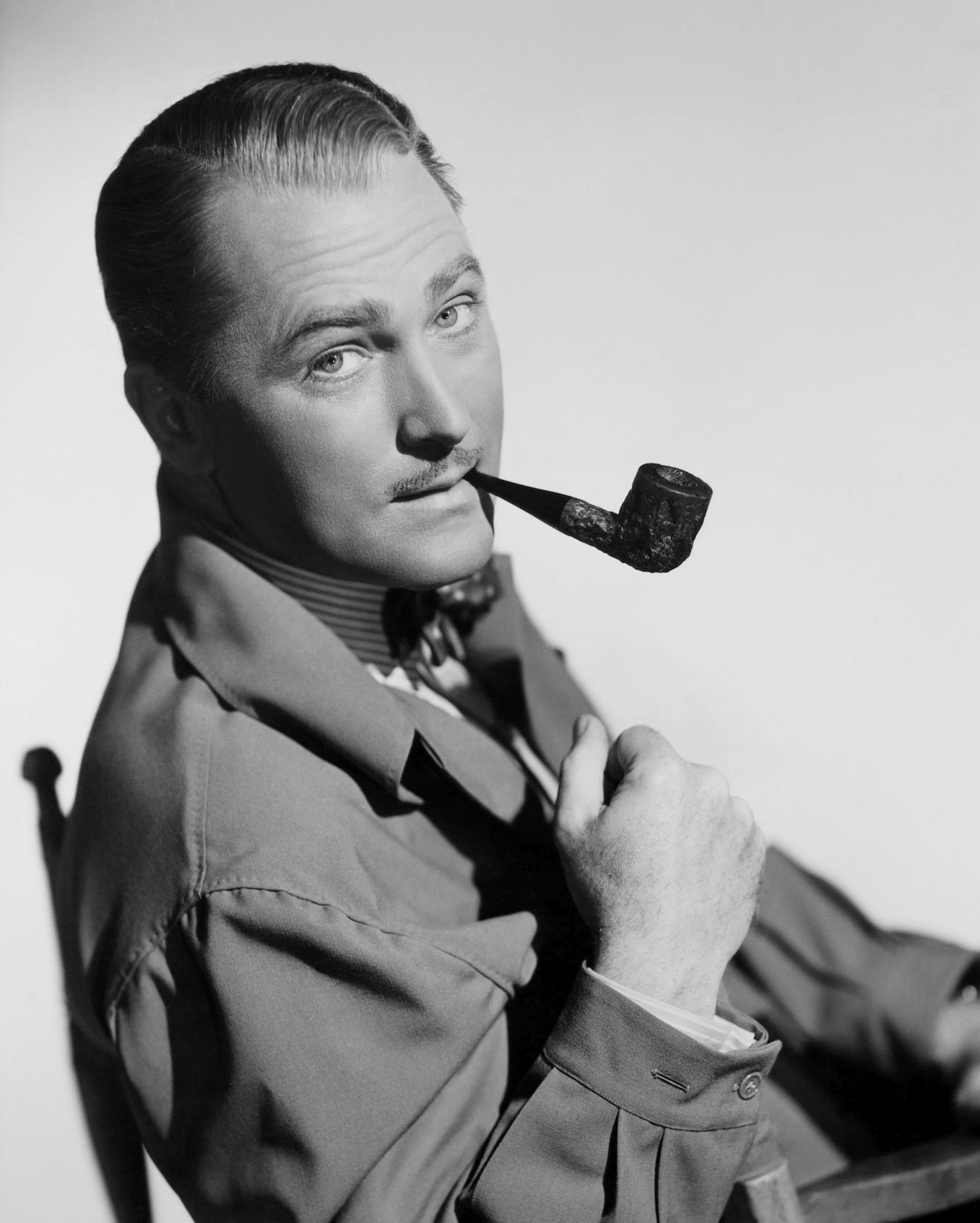
Brian Aherne (um 1942)

William Brian de Lacy Aherne (* 2. Mai 1902 in King’s Norton, England; † 10. Februar 1986 in Venice, Florida) war ein britischer Schauspieler.

## Leben und Wirken
Brian Aherne wurde als Sohn des renommierten Architekten William de Lacy Aherne (1867–1945) in die obere Mittelschicht Englands geboren. Sein ein Jahr älterer Bruder Patrick Aherne wurde später ebenfalls Schauspieler. Brian Aherne stand bereits im Alter von knapp acht Jahren am 5. April 1910 in Birmingham in dem Stück Fifinella erstmals auf der Bühne. Im Dezember 1913 trat er als Kinderdarsteller im Stück Where the Rainbow Ends am Garrick Theatre erstmals in London auf. Nach seiner Ausbildung am Malvern College begann Aherne ein Architekturstudium, dieses brach er jedoch ab und er wandte sich erneut der Schauspielerei zu. Sein Debüt als Filmschauspieler gab er 1924 mit dem Film The Eleventh Commandment. In der Folgezeit spielte er einige Hauptrollen beim britischen Stummfilm. Er war weiterhin auch auf der Bühne zu sehen und siedelte schließlich 1930 von Großbritannien in die Vereinigten Staaten über. Im Jahr 1931 spielte er neben Katharine Cornell am New Yorker Broadway in der Uraufführung von The Barretts of Wimpole Street, was ihm erste breitere Aufmerksamkeit bescherte.
Ab 1933 wurde Brian Aherne auch in zahlreichen Hollywood-Filmen besetzt, wobei er oft elegante Männer von britischer Herkunft spielte. Sein Debüt in Hollywood gab er sogleich als Filmpartner von Marlene Dietrich in dem Drama Das Hohe Lied. Danach wurde er unter anderem als Leading Man von Joan Crawford in Wo die Liebe hinfällt (1935), von Katharine Hepburn in George Cukors Sylvia Scarlett (1935) sowie von Constance Bennett in Wie leben wir doch glücklich! (1938) eingesetzt. In der Komödie The Great Garrick unter der Regie von James Whale verkörperte er an der Seite von Olivia de Havilland die britische Theaterlegende David Garrick. Für seine Rolle als Kaiser Maximilian von Habsburg in dem Spielfilm Juarez wurde Aherne 1940 für den Oscar als bester Nebendarsteller nominiert. 1942 war die Komödie Meine Schwester Ellen mit ihm in der männlichen Hauptrolle sehr erfolgreich.
Aherne diente im Zweiten Weltkrieg und konnte nach seiner Rückkehr nach Hollywood nur bedingt an Vorkriegserfolge anknüpfen, sodass er kaum noch Hauptrollen in großen Produktionen erhielt. Zu seinen späteren Filmrollen zählen unter anderem ein Staatsanwalt in Alfred Hitchcocks Thriller Ich beichte (1953), der Schiffskapitän Edward John Smith in Jean Negulescos Katastrophenfilm Der Untergang der Titanic (1953) sowie König Artus in dem starbesetzten Abenteuerfilm Prinz Eisenherz (1954). Mit Beginn der 1950er Jahre war er auch häufig im US-amerikanischen Fernsehen zu sehen. Bis 1963 hatte er ebenfalls weitere Theaterengagements in Stücken wie Romeo und Julia, Die heilige Johanna, The Constant Wife, Escapade und zuletzt Dear Liar. Besonders erfolgreich war er in der Rolle des Professor Higgins in einer Theaterproduktion von My Fair Lady, mit der er quer durch die USA tourte. Außerdem wirkte er im Laufe seiner Karriere in zahlreichen Radiohörspielen mit. Das letzte Mal als Schauspieler war Aherne 1967 in der britischen Filmkomödie Rosie! zu sehen, in der er wie schon in Hired Wife, Meine Schwester Ellen und What a Woman! als Filmpartner von Rosalind Russell auftrat.
Im Jahr 1969 veröffentlichte Aherne seine Autobiografie A Proper Job. Zehn Jahre später publizierte er mit A Dreadful Man (1979) eine Biografie über seinen verstorbenen Freund und Schauspielkollegen George Sanders. Brian Aherne war zweimal verheiratet: Seine erste Ehe mit der Schauspielerin Joan Fontaine hielt von 1939 bis 1945 und wurde geschieden. In zweiter Ehe war er von 1946 bis zu seinem Tod mit Eleanor de Liagre Labrot verheiratet. Das Ehepaar hatte Wohnsitze im kalifornischen Santa Monica und in Florida sowie eine Villa am Genfersee. Aherne starb 1986 im Alter von 83 Jahren in Florida an Herzversagen. Auf dem Hollywood Walk of Fame erinnert ein Stern an ihn.

## Filmografie (Auswahl)
- 1924: The Eleventh Commandment
- 1925: The Squire of Long Hadley
- 1925: King of the Castle
- 1926: Safety First
- 1927: A Woman Redeemed
- 1928: Shooting Stars
- 1928: Der Schrei aus dem Tunnel (Underground)
- 1930: The W Plan
- 1931: Madame Guillotine
- 1933: Das Hohe Lied (The Song of Songs)
- 1933: The Constant Nymph
- 1934: The Fountain
- 1934: What Every Woman Knows
- 1935: Wo die Liebe hinfällt (I Live My Life)
- 1935: Sylvia Scarlett
- 1936: Geliebter Rebell (Beloved Enemy)
- 1937: The Great Garrick
- 1938: Wie leben wir doch glücklich! (Merrily We Live)
- 1939: Juarez (Juarez)
- 1939: Kettensträfling in Australien (Captain Fury)
- 1940: Vigil in the Night
- 1940: Die Irrwege des Oliver Essex (My Son, My Son!)
- 1940: The Lady in Question
- 1941: Hired Wife
- 1941: The Man Who Lost Himself
- 1941: Im Banne der Vergangenheit (Smilin’ Through)
- 1941: Eheposse (Skylark)
- 1942: Meine Schwester Ellen (My Sister Eileen)
- 1942: A Night to Remember
- 1943: Auf ewig und drei Tage (Forever and a Day)
- 1943: First Comes Courage
- 1943: What a Woman!
- 1946: The Locket
- 1948: Smart Woman
- 1948: Angel on the Amazon
- 1951: Der maskierte Kavalier (The Highwayman, Stimme)
- 1953: Ich beichte (I Confess)
- 1953: Der Untergang der Titanic (Titanic)
- 1954: Prinz Eisenherz (Prince Valiant)
- 1954: Eine Kugel wartet (A Bullet Is Waiting)
- 1956: Der Schwan (The Swan)
- 1956: Climax! (Fernsehserie, eine Folge)
- 1956: Cavalcade of America (Fernsehserie, eine Folge)
- 1959: Alle meine Träume (The Best of Everything)
- 1960: Twilight Zone (Fernsehserie, eine Folge)
- 1961: Nur eine einzige Nacht (Susan Slade)
- 1961: Tausend Meilen Staub (Rawhide; Fernsehserie, eine Folge)
- 1963: Lancelot, der verwegene Ritter (König Artus)
- 1963: Liebe im 3/4-Takt (The Waltz King)
- 1963: Disney-Land (Disneyland; Fernsehserie, zwei Folgen)
- 1964: 90 Nächte und ein Tag
- 1967: Rosie!